# Оганян, Оганес Арменакович
Огане́с Армена́кович Оганя́н (род. 29 октября 1961, Ереван) — российский государственный и политический деятель, доктор технических наук.
Депутат Государственной Думы Федерального Собрания Российской Федерации 6 созыва (4 декабря 2011 года). Заместитель руководителя фракции политической партии «Справедливая Россия», заместитель председателя комитета ГД по вопросам собственности.
С января 2001 года по декабрь 2011 года — член Совета Федерации Федерального Собрания Российской Федерации от законодательного (представительного) органа государственной власти Пермского края. Председатель Комитета Совета Федерации по экономической политике, предпринимательству и собственности.

## Биография
Оганес Арменакович Оганян родился 29 октября 1961 года в Ереване. В 1968 г. семья переехала в г. Москву.
В 1984 г. окончил МВТУ им. Н. Э. Баумана по специальности «Технология машиностроения, металлорежущие станки и инструменты».

### Трудовая и научная деятельность
Трудовую деятельность начал в 1984 году на Московском оборонном заводе «Сапфир» и за 13 лет прошёл последовательный путь от мастера инструментального цеха до заместителя Генерального директора.
На протяжении всего трудового пути, связанного с предприятиями оборонных отраслей промышленности, Оганес Арменакович стремился получать и дополнять свой опыт новыми знаниями, связанными с научно-технической деятельностью. В 1996 году он защитил кандидатской диссертацию, а уже в 2000 году — докторскую.
Оганес Арменакович является автором более 40 научных работ, посвященных исследованию и развитию принципов и методологических основ профессиональной адаптации к сложным видам деятельности.
В 1997 году Оганес Арменакович был назначен генеральным директором, затем — президентом ОАО «Фрезер».
В июле 1998 года назначен генеральным директором и председателем совета директоров АООТ Авиамоторного Научно-технического комплекса «СОЮЗ».
В апреле 2004 года окончил Российскую академию государственной службы при Президенте Российской Федерации по специальности «Юриспруденция».
С 2000—2001 гг. — назначен руководителем представительства администрации Коми — Пермяцкого автономного округа при Правительстве Российской Федерации.

### Работа в Совете Федерации
С января 2001 г по декабрь 2011 год был избран членом Совета Федерации Федерального Собрания Российской Федерации, председателем Комитета по экономической политике, предпринимательству и собственности, Членом Комиссии Совета Федерации по контролю за обеспечением деятельности Совета Федерации, а также Членом Комиссии Совета Федерации по информационной политике.
С января 2001 года по декабрь 2011 года был назначен представителем в Совете Федерации от законодательного органа Пермского края — нового субъекта Российской Федерации, образованного в результате объединения Пермской области и Коми-Пермяцкого автономного округа.
Оганес Арменакович является один из инициаторов реформы объединения этих регионов. Он принимал участие в подготовке и реализации мероприятий переходного периода, а также стратегии социально-экономического развития Пермского края. Такое объединение в новейшей российской истории произошло впервые и полученный опыт был использован в последующих объединительных процессах в субъектах Российской Федерации.

### Партийная работа. Работа в Государственной Думе
В мае 2007 года Оганес Оганян избран председателем Совета регионального отделения партии «СПРАВЕДЛИВАЯ РОССИЯ: Родина / Пенсионеры / Жизнь» в Пермском крае.
4 декабря 2011 года избран депутатом Государственной Думы Федерального Собрания Российской Федерации от Политической Партии «СПРАВЕДЛИВАЯ РОССИЯ» по списку Пермского регионального отделения, член Комитета ГД по вопросам собственности.
В январе 2012 года избран Первым заместителем руководителя фракции «СПРАВЕДЛИВАЯ РОССИЯ» в Государственной Думе.

## Государственные награды
- 2005 год — Медаль ордена «За заслуги перед Отечеством» II степени
- 2005 год — Медаль «В память 1000-летия Казани»
- 2003 год — Медаль «В память 300-летия Санкт-Петербурга»
- 2005 год — Почётная грамота Правительства Российской Федерации
- 2011 год — Почетная грамота Совета Федерации Федерального Собрания Российской Федерации
- 2008 год — Благодарность Председателя Совета Федерации Федерального Собрания Российской Федерации
- 2010 год — Почетный знак Совета Федерации Федерального Собрания Российской Федерации «За заслуги в развитии парламентаризма»